# Rhomboda yakusimensis
Rhomboda yakusimensis är en orkidéart som först beskrevs av Genkei Masamune, och fick sitt nu gällande namn av Paul Ormerod. Rhomboda yakusimensis ingår i släktet Rhomboda och familjen orkidéer. Inga underarter finns listade i Catalogue of Life.